# Draft NFL 2004
Il Draft NFL 2004 è il classico avvenimento annuale organizzato dalla NFL che si è tenuto il 24 e il 25 aprile 2004. L'ordine del draft era costituito semplicemente invertendo l'ordine di come si è conclusa la stagione regolare 2003, quindi dalla squadra che aveva ottenuto meno vittorie a quella con più vittorie; tranne per le ultime due scelte (31ª e 32ª) che sono state assegnate rispettivamente alla perdente e alla vincente del Super Bowl XXXVIII. In caso di parità di vittorie si guardava come prima cosa la difficoltà del calendario che le squadre con lo stesso numero di vittorie si erano affrontate. In caso di ulteriore parità si guardavano il numero delle vittorie raggiunte all'interno della propria division o conference. Se la parità persisteva la decisione veniva presa con il lancio della monetina.

## Scelte
|  | = Pro Bowler †  |
|  | = Hall of Famer |

|  | Giro | Scelta | Squadra              | Giocatore             | Ruolo | College                | Conference |
|  | ---- | ------ | -------------------- | --------------------- | ----- | ---------------------- | ---------- |
|  | 1    | 1      | San Diego Chargers   | Eli Manning†          | QB    | Ole Miss               | SEC        |
|  | 1    | 2      | Oakland Raiders      | Robert Gallery        | OT    | Iowa                   | Big Ten    |
|  | 1    | 3      | Arizona Cardinals    | Larry Fitzgerald†     | WR    | Pittsburgh             | Big East   |
|  | 1    | 4      | New York Giants      | Philip Rivers†        | QB    | NC State               | ACC        |
|  | 1    | 5      | Washington Redskins  | Sean Taylor†          | S     | Miami (FL)             | Big East   |
|  | 1    | 6      | Cleveland Browns     | Kellen Winslow II†    | TE    | Miami (FL)             | Big East   |
|  | 1    | 7      | Detroit Lions        | Roy Williams†         | WR    | Texas                  | Big 12     |
|  | 1    | 8      | Atlanta Falcons      | DeAngelo Hall†        | CB    | Virginia Tech          | Big East   |
|  | 1    | 9      | Jacksonville Jaguars | Reggie Williams       | WR    | Washington             | Pac-10     |
|  | 1    | 10     | Houston Texans       | Dunta Robinson        | CB    | South Carolina         | SEC        |
|  | 1    | 11     | Pittsburgh Steelers  | Ben Roethlisberger†   | QB    | Miami (OH)             | MAC        |
|  | 1    | 12     | New York Jets        | Jonathan Vilma†       | LB    | Miami (FL)             | Big East   |
|  | 1    | 13     | Buffalo Bills        | Lee Evans             | WR    | Wisconsin              | Big Ten    |
|  | 1    | 14     | Chicago Bears        | Tommie Harris†        | DT    | Oklahoma               | Big 12     |
|  | 1    | 15     | Tampa Bay Buccaneers | Michael Clayton       | WR    | LSU                    | SEC        |
|  | 1    | 16     | Philadelphia Eagles  | Shawn Andrews†        | G     | Arkansas               | SEC        |
|  | 1    | 17     | Denver Broncos       | D.J. Williams         | LB    | Miami (FL)             | Big East   |
|  | 1    | 18     | New Orleans Saints   | Will Smith†           | DE    | Ohio State             | Big Ten    |
|  | 1    | 19     | Miami Dolphins       | Vernon Carey          | OT    | Miami (FL)             | Big East   |
|  | 1    | 20     | Minnesota Vikings    | Kenechi Udeze         | DE    | USC                    | Pac-10     |
|  | 1    | 21     | New England Patriots | Vince Wilfork†        | DT    | Miami (FL)             | Big East   |
|  | 1    | 22     | Buffalo Bills        | J.P. Losman           | QB    | Tulane                 | C-USA      |
|  | 1    | 23     | Seattle Seahawks     | Marcus Tubbs          | DT    | Texas                  | Big 12     |
|  | 1    | 24     | St. Louis Rams       | Steven Jackson†       | RB    | Oregon State           | Pac-10     |
|  | 1    | 25     | Green Bay Packers    | Ahmad Carroll         | CB    | Arkansas               | SEC        |
|  | 1    | 26     | Cincinnati Bengals   | Chris Perry           | RB    | Michigan               | Big Ten    |
|  | 1    | 27     | Houston Texans       | Jason Babin†          | DE    | Western Michigan       | MAC        |
|  | 1    | 28     | Carolina Panthers    | Chris Gamble          | CB    | Ohio State             | Big Ten    |
|  | 1    | 29     | Atlanta Falcons      | Michael Jenkins       | WR    | Ohio State             | Big Ten    |
|  | 1    | 30     | Detroit Lions        | Kevin Jones           | RB    | Virginia Tech          | Big East   |
|  | 1    | 31     | San Francisco 49ers  | Rashaun Woods         | WR    | Oklahoma State         | Big 12     |
|  | 1    | 32     | New England Patriots | Benjamin Watson       | TE    | Georgia                | SEC        |
|  | 2    | 33     | Arizona Cardinals    | Karlos Dansby         | LB    | Auburn                 | SEC        |
|  | 2    | 34     | New York Giants      | Chris Snee†           | OT    | Boston College         | Big East   |
|  | 2    | 35     | San Diego Chargers   | Igor Olshansky        | DT    | Oregon                 | Pac-10     |
|  | 2    | 36     | Kansas City Chiefs   | Junior Siavii         | DT    | Oregon                 | Pac-10     |
|  | 2    | 37     | Detroit Lions        | Teddy Lehman          | LB    | Oklahoma               | Big 12     |
|  | 2    | 38     | Pittsburgh Steelers  | Ricardo Colclough     | CB    | Tusculum               | SAC        |
|  | 2    | 39     | Jacksonville Jaguars | Daryl Smith           | LB    | Georgia Tech           | ACC        |
|  | 2    | 40     | Tennessee Titans     | Ben Troupe            | TE    | Florida                | SEC        |
|  | 2    | 41     | Denver Broncos       | Tatum Bell            | RB    | Oklahoma State         | Big 12     |
|  | 2    | 42     | Tennessee Titans     | Travis LaBoy          | DE    | Hawaiʻi                | WAC        |
|  | 2    | 43     | Dallas Cowboys       | Julius Jones          | RB    | Notre Dame             | Ind.       |
|  | 2    | 44     | Indianapolis Colts   | Bob Sanders†          | SS    | Iowa                   | Big Ten    |
|  | 2    | 45     | Oakland Raiders      | Jake Grove            | C     | Virginia Tech          | Big East   |
|  | 2    | 46     | San Francisco 49ers  | Justin Smiley         | G     | Alabama                | SEC        |
|  | 2    | 47     | Chicago Bears        | Tank Johnson          | DT    | Washington             | Pac-10     |
|  | 2    | 48     | Minnesota Vikings    | Dontarrious Thomas    | LB    | Auburn                 | SEC        |
|  | 2    | 49     | Cincinnati Bengals   | Keiwan Ratliff        | CB    | Florida                | SEC        |
|  | 2    | 50     | New Orleans Saints   | Devery Henderson      | WR    | LSU                    | SEC        |
|  | 2    | 51     | Baltimore Ravens     | Dwan Edwards          | DT    | Oregon State           | Pac-10     |
|  | 2    | 52     | Dallas Cowboys       | Jacob Rogers          | OT    | USC                    | Pac-10     |
|  | 2    | 53     | Seattle Seahawks     | Michael Boulware      | SS    | Florida State          | ACC        |
|  | 2    | 54     | Denver Broncos       | Darius Watts          | WR    | Marshall               | MAC        |
|  | 2    | 55     | Jacksonville Jaguars | Greg Jones†           | FB    | Florida State          | ACC        |
|  | 2    | 56     | Cincinnati Bengals   | Madieu Williams       | FS    | Maryland               | ACC        |
|  | 2    | 57     | Tennessee Titans     | Antwan Odom           | DE    | Alabama                | SEC        |
|  | 2    | 58     | San Francisco 49ers  | Shawntae Spencer      | CB    | Pittsburgh             | Big East   |
|  | 2    | 59     | Cleveland Browns     | Sean Jones            | FS    | Georgia                | SEC        |
|  | 2    | 60     | New Orleans Saints   | Courtney Watson       | LB    | Notre Dame             | Ind.       |
|  | 2    | 61     | Kansas City Chiefs   | Kris Wilson           | TE    | Pittsburgh             | Big East   |
|  | 2    | 62     | Carolina Panthers    | Keary Colbert         | WR    | USC                    | Pac-10     |
|  | 2    | 63     | New England Patriots | Marquise Hill         | DE    | LSU                    | SEC        |
|  | 3    | 64     | Arizona Cardinals    | Darnell Dockett†      | DT    | Florida State          | ACC        |
|  | 3    | 65     | San Diego Chargers   | Nate Kaeding†         | K     | Iowa                   | Big Ten    |
|  | 3    | 66     | San Diego Chargers   | Nick Hardwick†        | C     | Purdue                 | Big Ten    |
|  | 3    | 67     | Oakland Raiders      | Stuart Schweigert     | FS    | Purdue                 | Big Ten    |
|  | 3    | 68     | Indianapolis Colts   | Ben Hartsock          | TE    | Ohio State             | Big Ten    |
|  | 3    | 69     | Indianapolis Colts   | Gilbert Gardner       | LB    | Purdue                 | Big Ten    |
|  | 3    | 70     | Green Bay Packers    | Joey Thomas           | CB    | Montana State          | Big Sky    |
|  | 3    | 71     | Tennessee Titans     | Randy Starks†         | DT    | Maryland               | ACC        |
|  | 3    | 72     | Green Bay Packers    | Donnell Washington    | DT    | Clemson                | ACC        |
|  | 3    | 73     | Detroit Lions        | Keith Smith           | CB    | McNeese State          | Southland  |
|  | 3    | 74     | Buffalo Bills        | Tim Anderson          | DT    | Ohio State             | Big Ten    |
|  | 3    | 75     | Pittsburgh Steelers  | Max Starks            | OT    | Florida                | SEC        |
|  | 3    | 76     | New York Jets        | Derrick Strait        | CB    | Oklahoma               | Big 12     |
|  | 3    | 77     | San Francisco 49ers  | Derrick Hamilton      | WR    | Clemson                | ACC        |
|  | 3    | 78     | Chicago Bears        | Bernard Berrian       | WR    | Fresno State           | WAC        |
|  | 3    | 79     | Tampa Bay Buccaneers | Marquis Cooper        | LB    | Washington             | Pac-10     |
|  | 3    | 80     | Cincinnati Bengals   | Caleb Miller          | LB    | Arkansas               | SEC        |
|  | 3    | 81     | Washington Redskins  | Chris Cooley†         | TE    | Utah State             | Sun Belt   |
|  | 3    | 82     | Baltimore Ravens     | Devard Darling        | WR    | Washington State       | Pac-10     |
|  | 3    | 83     | Dallas Cowboys       | Stephen Peterman      | G     | LSU                    | SEC        |
|  | 3    | 84     | Seattle Seahawks     | Sean Locklear         | G     | NC State               | ACC        |
|  | 3    | 85     | Denver Broncos       | Jeremy LeSueur        | CB    | Michigan               | Big Ten    |
|  | 3    | 86     | Jacksonville Jaguars | Jorge Cordova         | LB    | Nevada                 | WAC        |
|  | 3    | 87     | Green Bay Packers    | B.J. Sander           | P     | Ohio State             | Big Ten    |
|  | 3    | 88     | Minnesota Vikings    | Darrion Scott         | DE    | Ohio State             | Big Ten    |
|  | 3    | 89     | Philadelphia Eagles  | Matt Ware             | FS    | UCLA                   | Pac-10     |
|  | 3    | 90     | Atlanta Falcons      | Matt Schaub†          | QB    | Virginia               | ACC        |
|  | 3    | 91     | St. Louis Rams       | Anthony Hargrove      | DE    | Georgia Tech           | ACC        |
|  | 3    | 92     | Tennessee Titans     | Rich Gardner          | CB    | Penn State             | Big Ten    |
|  | 3    | 93     | Kansas City Chiefs   | Keyaron Fox           | LB    | Georgia Tech           | ACC        |
|  | 3    | 94     | Carolina Panthers    | Travelle Wharton      | OT    | South Carolina         | SEC        |
|  | 3    | 95     | New England Patriots | Guss Scott            | SS    | Florida                | SEC        |
|  | 3*   | 96     | Cincinnati Bengals   | Landon Johnson        | LB    | Purdue                 | Big Ten    |
|  | 4    | 97     | New York Giants      | Reggie Torbor         | DE    | Auburn                 | SEC        |
|  | 4    | 98     | San Diego Chargers   | Shaun Phillips†       | DE    | Purdue                 | Big Ten    |
|  | 4    | 99     | Oakland Raiders      | Carlos Francis        | WR    | Texas Tech             | Big 12     |
|  | 4    | 100    | Arizona Cardinals    | Alex Stepanovich      | C     | Ohio State             | Big Ten    |
|  | 4    | 101    | Atlanta Falcons      | Demorrio Williams     | LB    | Nebraska               | Big 12     |
|  | 4    | 102    | Miami Dolphins       | Will Poole            | CB    | USC                    | Pac-10     |
|  | 4    | 103    | Tennessee Titans     | Bo Schobel            | DE    | TCU                    | C-USA      |
|  | 4    | 104    | San Francisco 49ers  | Isaac Sopoaga         | DT    | Hawaiʻi                | WAC        |
|  | 4    | 105    | Kansas City Chiefs   | Samie Parker          | WR    | Oregon                 | Pac-10     |
|  | 4    | 106    | Cleveland Browns     | Luke McCown           | QB    | Louisiana Tech         | WAC        |
|  | 4    | 107    | Indianapolis Colts   | Kendyll Pope          | LB    | Florida State          | ACC        |
|  | 4    | 108    | New York Jets        | Jerricho Cotchery     | WR    | NC State               | ACC        |
|  | 4    | 109    | Buffalo Bills        | Tim Euhus             | TE    | Oregon State           | Pac-10     |
|  | 4    | 110    | Chicago Bears        | Nathan Vasher†        | CB    | Texas                  | Big 12     |
|  | 4    | 111    | Tampa Bay Buccaneers | Will Allen            | FS    | Ohio State             | Big Ten    |
|  | 4    | 112    | Chicago Bears        | Leon Joe              | LB    | Maryland               | ACC        |
|  | 4    | 113    | New England Patriots | Dexter Reid           | FS    | North Carolina         | ACC        |
|  | 4    | 114    | Cincinnati Bengals   | Matthias Askew        | DT    | Michigan State         | Big Ten    |
|  | 4    | 115    | Minnesota Vikings    | Nat Dorsey            | OT    | Georgia Tech           | ACC        |
|  | 4    | 116    | Seattle Seahawks     | Niko Koutouvides      | LB    | Purdue                 | Big Ten    |
|  | 4    | 117    | Cincinnati Bengals   | Robert Geathers       | DE    | Georgia                | SEC        |
|  | 4    | 118    | Jacksonville Jaguars | Anthony Maddox        | DT    | Delta State            | GSC        |
|  | 4    | 119    | Minnesota Vikings    | Mewelde Moore         | RB    | Tulane                 | C-USA      |
|  | 4    | 120    | Jacksonville Jaguars | Ernest Wilford        | WR    | Virginia Tech          | Big East   |
|  | 4    | 121    | Dallas Cowboys       | Bruce Thornton        | CB    | Georgia                | SEC        |
|  | 4    | 122    | Houston Texans       | Glenn Earl            | SS    | Notre Dame             | Ind.       |
|  | 4    | 123    | Cincinnati Bengals   | Stacy Andrews         | OT    | Ole Miss               | SEC        |
|  | 4    | 124    | Tennessee Titans     | Michael Waddell       | CB    | North Carolina         | ACC        |
|  | 4    | 125    | Indianapolis Colts   | Jason David           | CB    | Washington State       | Pac-10     |
|  | 4    | 126    | Kansas City Chiefs   | Jared Allen†          | DE    | Idaho State            | Big Sky    |
|  | 4    | 127    | San Francisco 49ers  | Richard Seigler       | LB    | Oregon State           | Pac-10     |
|  | 4    | 128    | New England Patriots | Cedric Cobbs          | RB    | Arkansas               | SEC        |
|  | 4*   | 129    | Philadelphia Eagles  | J.R. Reed             | FS    | South Florida          | C-USA      |
|  | 4*   | 130    | St. Louis Rams       | Brandon Chillar       | LB    | UCLA                   | Pac-10     |
|  | 4*   | 131    | Philadelphia Eagles  | Trey Darilek          | G     | UTEP                   | WAC        |
|  | 4*   | 132    | New York Jets        | Adrian Jones          | OT    | Kansas                 | Big 12     |
|  | 5    | 133    | San Diego Chargers   | Dave Ball             | DE    | UCLA                   | Pac-10     |
|  | 5    | 134    | Oakland Raiders      | Johnnie Morant        | WR    | Syracuse               | Big East   |
|  | 5    | 135    | Arizona Cardinals    | Antonio Smith†        | DE    | Oklahoma State         | Big 12     |
|  | 5    | 136    | New York Giants      | Gibril Wilson         | S     | Tennessee              | SEC        |
|  | 5    | 137    | Jacksonville Jaguars | Josh Scobee           | K     | Louisiana Tech         | WAC        |
|  | 5    | 138    | Tennessee Titans     | Jacob Bell            | G     | Miami (OH)             | MAC        |
|  | 5    | 139    | New Orleans Saints   | Rodney Leisle         | DT    | UCLA                   | Pac-10     |
|  | 5    | 140    | Detroit Lions        | Alex Lewis            | LB    | Wisconsin              | Big Ten    |
|  | 5    | 141    | Indianapolis Colts   | Jake Scott            | G     | Idaho                  | Sun Belt   |
|  | 5    | 142    | Atlanta Falcons      | Chad Lavalais         | DT    | LSU                    | SEC        |
|  | 5    | 143    | New York Jets        | Erik Coleman          | S     | Washington State       | Pac-10     |
|  | 5    | 144    | Dallas Cowboys       | Sean Ryan             | TE    | Boston College         | Big East   |
|  | 5    | 145    | Pittsburgh Steelers  | Nathaniel Adibi       | LB    | Virginia Tech          | Big East   |
|  | 5    | 146    | Tampa Bay Buccaneers | Jeb Terry             | G     | North Carolina         | ACC        |
|  | 5    | 147    | Chicago Bears        | Claude Harriott       | DE    | Pittsburgh             | Big East   |
|  | 5    | 148    | Chicago Bears        | Craig Krenzel         | QB    | Ohio State             | Big Ten    |
|  | 5    | 149    | Cincinnati Bengals   | Maurice Mann          | WR    | Nevada                 | WAC        |
|  | 5    | 150    | Jacksonville Jaguars | Chris Thompson        | CB    | Nicholls State         | Southland  |
|  | 5    | 151    | Washington Redskins  | Mark Wilson           | OT    | California             | Pac-10     |
|  | 5    | 152    | Denver Broncos       | Jeff Shoate           | CB    | San Diego State        | MWC        |
|  | 5    | 153    | Baltimore Ravens     | Roderick Green        | DE    | Central Missouri State | MIAA       |
|  | 5    | 154    | San Diego Chargers   | Michael Turner†       | RB    | Northern Illinois      | MAC        |
|  | 5    | 155    | Minnesota Vikings    | Rod Davis             | LB    | Southern Miss          | C-USA      |
|  | 5    | 156    | New Orleans Saints   | Mike Karney           | FB    | Arizona State          | Pac-10     |
|  | 5    | 157    | Seattle Seahawks     | D.J. Hackett          | WR    | Colorado               | Big 12     |
|  | 5    | 158    | St. Louis Rams       | Jason Shivers         | S     | Arizona State          | Pac-10     |
|  | 5    | 159    | Jacksonville Jaguars | Sean Bubin            | OT    | Illinois               | Big Ten    |
|  | 5    | 160    | Miami Dolphins       | Tony Bua              | S     | Arkansas               | SEC        |
|  | 5    | 161    | Cleveland Browns     | Amon Gordon           | DT    | Stanford               | Pac-10     |
|  | 5    | 162    | Philadelphia Eagles  | Thomas Tapeh          | FB    | Minnesota              | Big Ten    |
|  | 5    | 163    | Carolina Panthers    | Drew Carter           | WR    | Ohio State             | Big Ten    |
|  | 5    | 164    | New England Patriots | P.K. Sam              | WR    | Florida State          | ACC        |
|  | 5*   | 165    | Tennessee Titans     | Robert Reynolds       | LB    | Ohio State             | Big Ten    |
|  | 6    | 166    | Oakland Raiders      | Shawn Johnson         | DE    | Delaware               | A-10       |
|  | 6    | 167    | Arizona Cardinals    | Nick Leckey           | C     | Kansas State           | Big 12     |
|  | 6    | 168    | New York Giants      | Jamaar Taylor         | WR    | Texas A&M              | Big 12     |
|  | 6    | 169    | San Diego Chargers   | Ryan Krause           | TE    | Nebraska-Omaha         | NCC        |
|  | 6    | 170    | Houston Texans       | Vontez Duff           | DB    | Notre Dame             | Ind.       |
|  | 6    | 171    | Denver Broncos       | Triandos Luke         | WR    | Alabama                | SEC        |
|  | 6    | 172    | Detroit Lions        | Kelly Butler          | OT    | Purdue                 | Big Ten    |
|  | 6    | 173    | Indianapolis Colts   | Von Hutchins          | CB    | Ole Miss               | SEC        |
|  | 6    | 174    | Miami Dolphins       | Rex Hadnot            | G     | Houston                | C-USA      |
|  | 6    | 175    | Houston Texans       | Jammal Lord           | RB    | Nebraska               | Big 12     |
|  | 6    | 176    | Cleveland Browns     | Kirk Chambers         | OT    | Stanford               | Pac-10     |
|  | 6    | 177    | Pittsburgh Steelers  | Bo Lacy               | OT    | Arkansas               | SEC        |
|  | 6    | 178    | New York Jets        | Marko Cavka           | OT    | Sacramento State       | Big Sky    |
|  | 6    | 179    | Green Bay Packers    | Corey Williams        | DT    | Arkansas State         | Sun Belt   |
|  | 6    | 180    | Washington Redskins  | Jim Molinaro          | OT    | Notre Dame             | Ind.       |
|  | 6    | 181    | Tampa Bay Buccaneers | Nate Lawrie           | TE    | Yale                   | Ivy        |
|  | 6    | 182    | Oakland Raiders      | Cody Spencer          | LB    | North Texas            | Sun Belt   |
|  | 6    | 183    | Cincinnati Bengals   | Greg Brooks           | CB    | Southern Miss          | C-USA      |
|  | 6    | 184    | Minnesota Vikings    | Deandre' Eiland       | S     | South Carolina         | SEC        |
|  | 6    | 185    | Philadelphia Eagles  | Andy Hall             | QB    | Delaware               | A-10       |
|  | 6    | 186    | Atlanta Falcons      | Etric Pruitt          | S     | Southern Miss          | C-USA      |
|  | 6    | 187    | Baltimore Ravens     | Josh Harris           | QB    | Bowling Green          | MAC        |
|  | 6    | 188    | San Francisco 49ers  | Andy Lee†             | P     | Pittsburgh             | Big East   |
|  | 6    | 189    | Seattle Seahawks     | Craig Terrill         | DT    | Purdue                 | Big Ten    |
|  | 6    | 190    | Denver Broncos       | Josh Sewell           | C     | Nebraska               | Big 12     |
|  | 6    | 191    | Tennessee Titans     | Troy Fleming          | FB    | Tennessee              | SEC        |
|  | 6    | 192    | Philadelphia Eagles  | Dexter Wynn           | CB    | Colorado State         | MWC        |
|  | 6    | 193    | Indianapolis Colts   | Jim Sorgi             | QB    | Wisconsin              | Big Ten    |
|  | 6    | 194    | Pittsburgh Steelers  | Matt Kranchick        | TE    | Penn State             | Big Ten    |
|  | 6    | 195    | Kansas City Chiefs   | Jeris McIntyre        | WR    | Auburn                 | SEC        |
|  | 6    | 196    | Carolina Panthers    | Sean Tufts            | LB    | Colorado               | Big 12     |
|  | 6    | 197    | Pittsburgh Steelers  | Drew Caylor           | C     | Stanford               | Pac-10     |
|  | 6*   | 198    | San Francisco 49ers  | Keith Lewis           | S     | Oregon                 | Pac-10     |
|  | 6*   | 199    | Baltimore Ravens     | Clarence Moore        | WR    | Northern Arizona       | Big Sky    |
|  | 6*   | 200    | Houston Texans       | Charlie Anderson      | LB    | Ole Miss               | SEC        |
|  | 6*   | 201    | St. Louis Rams       | Jeff Smoker           | QB    | Michigan State         | Big Ten    |
|  | 7    | 202    | Arizona Cardinals    | John Navarre          | QB    | Michigan               | Big Ten    |
|  | 7    | 203    | New York Giants      | Drew Strojny          | OT    | Duke                   | ACC        |
|  | 7    | 204    | San Diego Chargers   | Ryon Bingham          | DT    | Nebraska               | Big 12     |
|  | 7    | 205    | Dallas Cowboys       | Nathan Jones          | CB    | Rutgers                | Big East   |
|  | 7    | 206    | Tampa Bay Buccaneers | Mark Jones            | WR    | Tennessee              | SEC        |
|  | 7    | 207    | Buffalo Bills        | Dylan McFarland       | OT    | Montana                | Big Sky    |
|  | 7    | 208    | Cleveland Browns     | Adimchinobe Echemandu | RB    | California             | Pac-10     |
|  | 7    | 209    | San Diego Chargers   | Shane Olivea          | OT    | Ohio State             | Big Ten    |
|  | 7    | 210    | Houston Texans       | Raheem Orr            | LB    | Rutgers                | Big East   |
|  | 7    | 211    | Houston Texans       | Sloan Thomas          | WR    | Texas                  | Big 12     |
|  | 7    | 212    | Pittsburgh Steelers  | Eric Taylor           | DE    | Memphis                | C-USA      |
|  | 7    | 213    | New York Jets        | Darrell McClover      | LB    | Miami (FL)             | Big East   |
|  | 7    | 214    | Buffalo Bills        | Jonathan Smith        | WR    | Georgia Tech           | ACC        |
|  | 7    | 215    | Chicago Bears        | Alfonso Marshall      | DB    | Miami (FL)             | Big East   |
|  | 7    | 216    | Dallas Cowboys       | Patrick Crayton       | WR    | NW Oklahoma State      | CSFL       |
|  | 7    | 217    | San Francisco 49ers  | Cody Pickett          | QB    | Washington             | Pac-10     |
|  | 7    | 218    | Cincinnati Bengals   | Casey Bramlet         | QB    | Wyoming                | MWC        |
|  | 7    | 219    | Atlanta Falcons      | Quincy Wilson         | RB    | West Virginia          | Big East   |
|  | 7    | 220    | Minnesota Vikings    | Jeff Dugan            | TE    | Maryland               | ACC        |
|  | 7    | 221    | Miami Dolphins       | Tony Pape             | OT    | Michigan               | Big Ten    |
|  | 7    | 222    | Miami Dolphins       | Derrick Pope          | LB    | Alabama                | SEC        |
|  | 7    | 223    | Dallas Cowboys       | Jacques Reeves        | CB    | Purdue                 | Big Ten    |
|  | 7    | 224    | Seattle Seahawks     | Donnie Jones          | P     | LSU                    | SEC        |
|  | 7    | 225    | Denver Broncos       | Matt Mauck            | QB    | LSU                    | SEC        |
|  | 7    | 226    | San Francisco 49ers  | Christian Ferrara     | DT    | Syracuse               | Big East   |
|  | 7    | 227    | Philadelphia Eagles  | Adrien Clarke         | G     | Ohio State             | Big Ten    |
|  | 7    | 228    | Tampa Bay Buccaneers | Casey Cramer          | FB    | Dartmouth              | Ivy        |
|  | 7    | 229    | Indianapolis Colts   | David Kimball         | K     | Penn State             | Big Ten    |
|  | 7    | 230    | Tennessee Titans     | Jared Clauss          | DT    | Iowa                   | Big Ten    |
|  | 7    | 231    | Kansas City Chiefs   | Kevin Sampson         | OT    | Syracuse               | Big East   |
|  | 7    | 232    | Carolina Panthers    | Michael Gaines        | TE    | UCF                    | MAC        |
|  | 7    | 233    | New England Patriots | Christian Morton      | CB    | Illinois               | Big Ten    |
|  | 7*   | 234    | New York Jets        | Trevor Johnson        | DE    | Nebraska               | Big 12     |
|  | 7*   | 235    | New York Jets        | Derrick Ward          | RB    | Ottawa (Kan.)          | KCAC       |
|  | 7*   | 236    | New York Jets        | Rashad Washington     | SS    | Kansas State           | Big 12     |
|  | 7*   | 237    | St. Louis Rams       | Erik Jensen           | TE    | Iowa                   | Big Ten    |
|  | 7*   | 238    | St. Louis Rams       | Larry Turner          | G     | Eastern Kentucky       | OVC        |
|  | 7*   | 239    | Tennessee Titans     | Eugene Amano          | C     | SE Missouri State      | OVC        |
|  | 7*   | 240    | New Orleans Saints   | Colby Bockwoldt       | LB    | BYU                    | MWC        |
|  | 7*   | 241    | Tennessee Titans     | Sean McHugh           | TE    | Penn State             | Big Ten    |
|  | 7*   | 242    | Philadelphia Eagles  | Bruce Perry           | RB    | Maryland               | ACC        |
|  | 7*   | 243    | Philadelphia Eagles  | Dominic Furio         | C     | UNLV                   | MWC        |
|  | 7*   | 244    | Baltimore Ravens     | Derek Abney           | WR    | Kentucky               | SEC        |
|  | 7*   | 245    | Oakland Raiders      | Courtney Anderson     | TE    | San Jose State         | WAC        |
|  | 7*   | 246    | Baltimore Ravens     | Brian Rimpf           | G     | East Carolina          | C-USA      |
|  | 7*   | 247    | Denver Broncos       | Brandon Miree         | RB    | Pittsburgh             | Big East   |
|  | 7*   | 248    | Houston Texans       | B.J. Symons           | QB    | Texas Tech             | Big 12     |
|  | 7*   | 249    | Jacksonville Jaguars | Bobby McCray          | DE    | Florida                | SEC        |
|  | 7*   | 250    | Denver Broncos       | Bradlee Van Pelt      | QB    | Colorado State         | MWC        |
|  | 7*   | 251    | Green Bay Packers    | Scott Wells†          | G     | Tennessee              | SEC        |
|  | 7*   | 252    | Tampa Bay Buccaneers | Lenny Williams        | DB    | Southern               | SWAC       |
|  | 7^   | 253    | New York Giants      | Isaac Hilton          | DE    | Hampton                | MEAC       |
|  | 7^   | 254    | San Diego Chargers   | Carlos Joseph         | OT    | Miami (FL)             | Big East   |
|  | 7^   | 255    | Oakland Raiders      | Andre Sommersell      | LB    | Colorado State         | MWC        |